# Provincia di Juana Azurduy de Padilla
La provincia di Juana Azurduy de Padilla è una delle 10 province del dipartimento di Chuquisaca nella Bolivia meridionale. Il capoluogo è la città di Azurduy. Prende il nome dalla rivoluzionaria Juana Azurduy de Padilla.
Al censimento del 2012 possedeva una popolazione di 24.855 abitanti.

## Geografia antropica

### Suddivisioni amministrative
La provincia è suddivisa in due comuni:
- Azurduy - 10.594 abitanti
- Tarvita - 14.261 abitanti